# Karel Šťovíček
Karel Šťovíček (* asi 1977) je český trojnásobný sériový vrah odsouzený v dubnu 2021 k doživotnímu trestu odnětí svobody za dvě vraždy žen v oblasti Českého ráje. V roce 1998 přitom jednu další osobu zavraždil při loupežném přepadení.

## Život

### Trestná činnost
Jako mladistvý bodl svou matku (která pracovala jako učitelka) nožem do zad poté, co se pokusila uklidnit jeho spor s otčímem. Za tento čin mu ale žádný trest udělen nebyl. V mládí také opakovaně kradl a byl odsouzen k trestu odnětí svobody za majetkovou trestnou činnost, přičemž se mělo jednat o podvody při prodejích ojetých automobilů. V roce 1998, pouhé dva měsíce po svém propuštění za tyto podvody, udusil spolu se svou přítelkyní Věrou 63letého Josefa B., kterého společně svázali tak, že nemohl dýchat a pomalu se udusil. Vražda ovšem v případu zřejmě nebyla úmyslem, hlavní motivací činu měla být loupež. Tou dobou Šťovíček v minulosti loupil již mnohokrát. Za tento trestný čin byl v roce 1999 odsouzen k trestu odnětí svobody v délce trvání 14 let. Během svého pobytu ovšem zaslal řediteli věznice výhružný dopis, kvůli kterému mu byl trest prodloužen o další dva roky.
Poté, co mu šestnáctiletý trest odnětí svobody uplynul, získal z dědictví po svém otčímovi pozemky a finanční hotovost v řádech milionů korun. Postupně však o nabytý majetek nešetrným hospodařením přišel. Během tohoto období se mu s jeho přítelkyní narodily tři děti.

### Vraždy v roce 2020

#### Vražda v červenci
Dne 25. července 2020 se rozhodl v restauraci v Českém ráji oslovit pětatřicetilou Lucii J. Poté spolu odešli na procházku do nedalekého parku v Rovensku pod Troskami. Co přesně se odehrálo poté není zcela jasné (spekulovalo se o znásilnění), nicméně Šťovíček se jí rozhodl na místě zavraždit. Lahví od vína, kterou na místo přinesli, jí zezadu praštil do hlavy. Poté ji ještě uškrtil páskem od ledvinky. Její bezvládné tělo poté přenesl do pole. Zmizení své přítelkyně nahlásil její přítel až o dva dny později (neboť před činem se měla s přítelem hádat), čímž se kriminalistům celý případ zkomplikoval. Po vraždě si měl na internetu vyhledávat termín "doživotí".

#### Vražda v srpnu
O necelé dva týdny později, krátce po půlnoci 5. srpna 2020, podobným způsobem zavraždil v Turnově devětatřicetiletou Stanislavu H. Stejně jako v případě o necelé dva týdny dříve se s ní nejprve seznámil v hospodě v Českém ráji, přičemž poté se s ní šel projít. U řeky Jizery ji poté z neznámého důvodu zavraždil, když ji uškrtil řemínkem na její kabelce. Její tělo poté hodil do řeky, kolemjdoucí jej nalezl ještě téhož dne.

#### Zadržení
Zadržen byl pouze pár dní po spáchání druhé vraždy. Pro vyšetřovatele přitom figuroval jako jeden z hlavních podezřelých již po vraždě uskutečněné o dva týdny dříve, ovšem v době spáchání poslední vraždy na něj stále neměli sesbírané dostatečné množství důkazů k zadržení a obvinění. Skutečnost, že nebyl zadržen dříve a došlo tak k druhé vraždě, se stala předmětem kritiky. Postup kriminalistů poté vyšetřovala GIBS. K činům se ihned po zadržení přiznal.

#### Soudní proces
Soudní proces s Karlem Šťovíčkem byl naplánován na duben 2021. Nakonec k němu ale nedošlo, neboť Šťovíček uzavřel se státní zástupkyní dohodu na doživotním trestu v přísnější alternativě, kdy se do lhůty pro podmíněné propuštění nezapočítává doba výkonu trestu ve věznici se zvýšenou ostrahou, která je u doživotí nejméně 10 let. V praxi to znamená, že nebude moci být podmíněně propuštěn dříve, než za 30 let. Znalci u něj přitom nediagnostikovali žádnou duševní poruchu, jeho resocializaci ale označil jako prakticky vyloučenou. Šťovíčkovo rozhodnutí přijmout dohodu překvapilo jak státní zástupkyni, tak jeho obhájce. Původně pro sebe navíc přitom navrhoval trest odnětí svobody ve výši 20 let. Uhradit má rovněž majetkovou újmu v celkové výši téměř 11 milionů korun. Práva na odvolání se vzdal.
Motiv jeho činů je nejasný.